# Wohlstandsevangelium

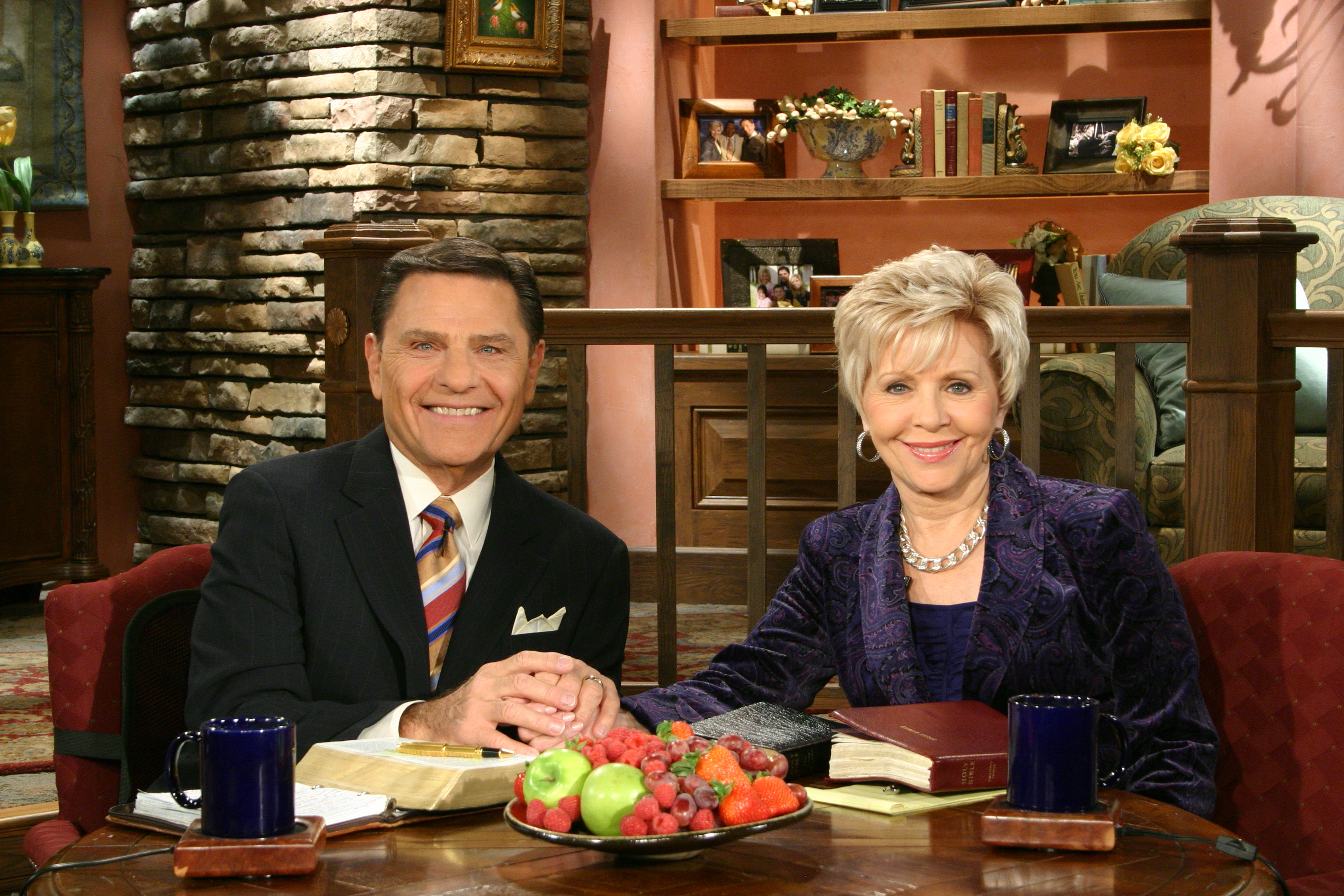
Kenneth Copeland (mit seiner Frau Gloria Copeland) ist ein berühmter US-amerikanischer Prediger, der für seinen aufwändigen Lebensstil bekannt ist

Wohlstandsevangelium (nach englisch prosperity gospel, in anderen Sprachen auch Erfolgstheologie) ist die religiöse Auffassung, Wohlstand, vor allem Geldvermögen und geschäftlicher wie persönlicher Erfolg und Gesundheit, seien der sichtbare Beweis für Gottes Gunst. Wohlstand sei vorherbestimmt oder gewährt im Gegenzug für das wirksame Gebet oder religiöse Verdienste. Der Begriff „Wohlstandsevangelium“ ist eine Fremdzuschreibung und wird benutzt, um Prediger oder Kirchen zu kritisieren, deren Standpunkte in der angesprochenen Frage extrem oder fundamentalistisch erscheinen, und ist in religiöser Literatur weithin gebräuchlich.

## Lehre und Kennzeichen

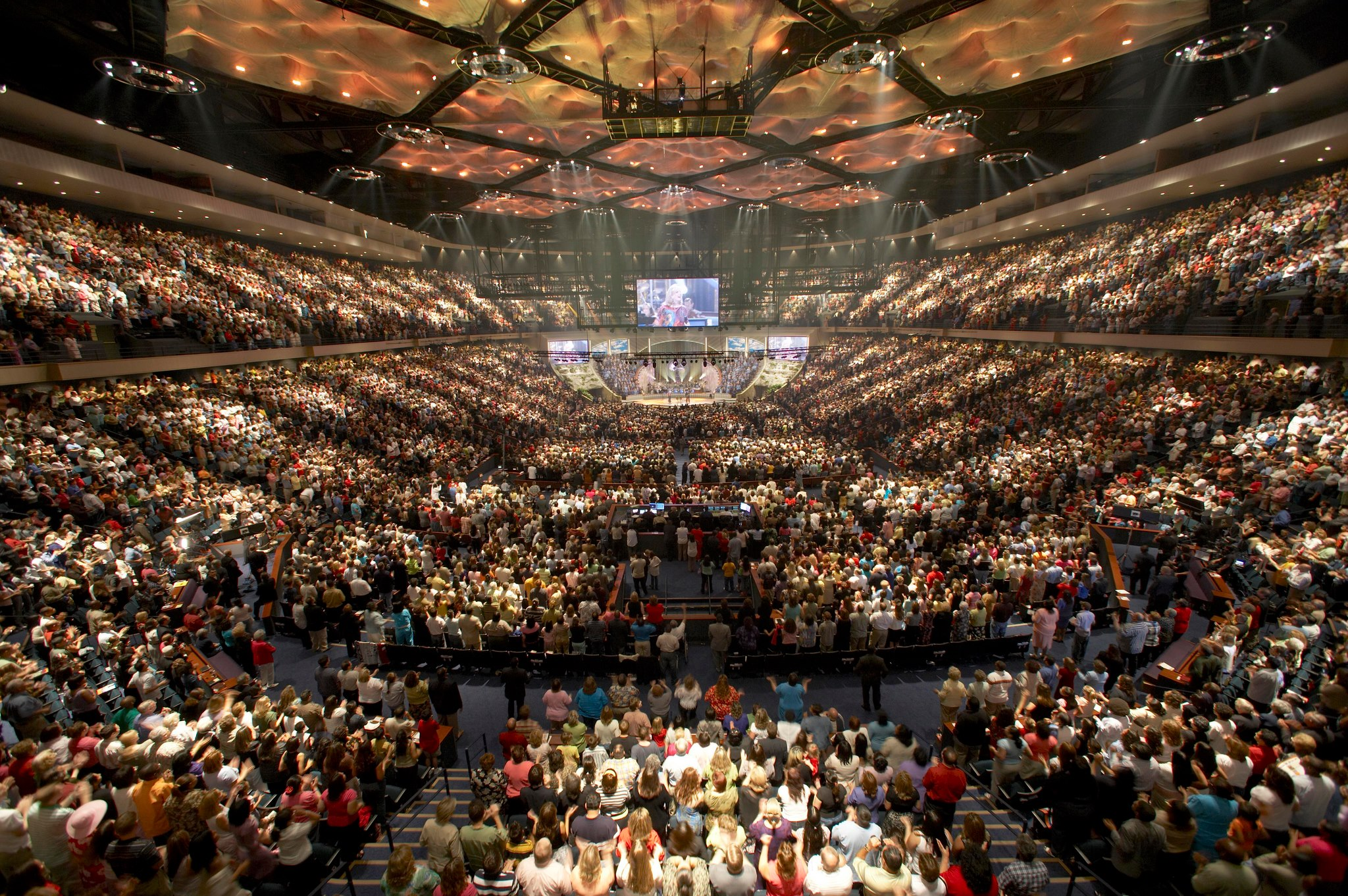
Gottesdienst in der Lakewood Church in Houston, Texas: zahlreiche sogenannte „Mega-Kirchen“ vertreten ein Wohlstandsevangelium

Fernsehevangelisten aus charismatischen Kirchen, Pfingstkirchen und teilweise evangelikalen Kirchen vertreten oft ein Wohlstandsevangelium in unterschiedlicher Intensität. Innerhalb der Pfingstbewegung gibt es zudem Verbindungen des Wohlstandsevangeliums mit dem christlichen Zionismus, wonach einer Nation Wohlstand verheißen sei, wenn sie sich mit dem Staat Israel solidarisiert. Allerdings gibt es auch Pfingstler, die diese Ausformung des Glaubens ablehnen. Es beziehe sich selektiv auf das Evangelium und eher oberflächlich auf die Bibel, ohne deren Sinn und tieferen Gehalt zu verstehen. Eigene Segnungen zu erleben und Geschenke zu empfangen, sei in dieser Auslegung fast wichtiger als Gott, den Schöpfer, Erlöser und Geber aller Dinge, zu ehren.
Kirchen, die das Wohlstandsevangelium vertreten, sind meistens auf einen charismatischen und autoritären Hauptpastor ausgerichtet. Die von ihm geleiteten Gottesdienste sind häufig wie ein professionelles Unterhaltungsprogramm gestaltet. Dies fördere ein unselbständiges, konsumorientiertes und egozentrisches Verhalten der Gottesdienstbesucher und Kirchenmitglieder. Etwa ein Viertel der heutigen Megachurches vertritt solche Ansätze in unterschiedlichen Ausprägungen. Grundlage hierfür ist eine diesseitig materielle Deutung biblischer Inhalte wie dem Gleichnis von den anvertrauten Talenten oder dem zweiten Korintherbrief, Kapitel 8, Vers 9, aus denen geschlussfolgert wird, dass Christentum und Kapitalismus quasi identisch seien. Ähnliche Ansichten sind auch innerhalb des Opus Dei verbreitet, wo sie allerdings im Widerspruch zur katholischen Soziallehre stehen.

## Geschichte
Die Ursprünge und Vorläufer des Wohlstandsevangeliums liegen in den USA. Es bestehen Annahmen, denen zufolge die geistlichen Grundlagen des Wohlstandsevangeliums bereits im Puritanismus verortet werden könnten. Ähnliche Thesen hat bereits der deutsche Soziologe Max Weber mit seinen Studien und seinem Werk von 1904 Die protestantische Ethik und der Geist des Kapitalismus angedeutet. Auch laut Hans-Dieter Gelfert sei der Glaube, dass wirtschaftlicher Erfolg ein Zeichen der Erwähltheit durch Gott sei, aus der calvinistischen Prädestinationslehre hervorgegangen, wodurch der Puritanismus zum Motor der kapitalistischen Marktwirtschaft geworden sei, deren Wettbewerbscharakter nirgendwo so extrem ausgeprägt ist wie in den USA. Dem Anglistik-Professor Leland Ryken zufolge hätten die Puritaner jedoch nicht erfolgreiche Arbeit, sondern gute Werke gepredigt, weshalb das Wohlstandsevangelium tatsächlich eine Umhüllung weltlicher Ansichten in einem religiösen Gewand darstelle.
Formale und teilweise inhaltliche Berührungspunkte hat das Wohlstandsevangelium auch mit den Predigten zum positiven Denken des reformierten New Yorker Pastors Norman Vincent Peale (1898–1993). Einer der ersten erfolgreichen Vertreter war der Heilungsevangelist Oral Roberts (1918–2009). Weitere Exponenten sind Reinhard Bonnke (Wunder als immaterieller Wohlstand), Benny Hinn, Wolfhard Margies, Volkhard Spitzer sowie die im deutschsprachigen Raum weniger bekannten Prediger Kenneth E. Hagin, Kenneth Copeland, Robert Tilton, Creflo Dollar usw. Die von ihnen propagierte „Wohlstandstheologie“ erschließe dem Menschen anhand des „Empowerment-Konzepts“ ein Leben in Gesundheit, geordneten Verhältnissen und teilweise in Luxus. Dies sei der Lohn für die Förderung des Evangeliums und der christlichen Arbeit in der ganzen Welt und demnach gottgewollt. Vertreter des Wohlstandsevangeliums gehen zudem davon aus, dass dem freien Markt ein natürliches moralisches Gleichgewicht innewohne, welches die Tugendhaften belohne und die Bösen bestrafe. Die Verantwortung dafür, dem eigenen Leid ein Ende zu bereiten, liege demzufolge bei den Einzelnen selbst. Dieses Konzept entspricht dem „American Dream“, bei dem Fortschritt, Erfolg und Reichtum für alle erreichbar seien. Das Wohlstandsevangelium bedient weitere amerikanische Narrative wie den American Way of Life, die Redewendung „Vom Tellerwäscher zum Millionär“, den amerikanischen Exzeptionalismus und die Doktrin des Manifest Destiny. Die Politologen David S. Gutterman und Andrew R. Murphy beschreiben das Wohlstandsevangelium als eine Mischung aus Gedanken der Neugeist-Bewegung des 19. Jahrhunderts, Pfingstler-Themen, positivem Denken des 20. Jahrhunderts und Selbsthilfeliteratur.
Wolfhard Margies schrieb 1990, die verfolgten Christen in Russland seien Opfer ihrer eigenen, nicht ausgelebten Glaubensüberzeugung, weil sie diese Gesetze des Glaubens, die Gesundheit und Erfolg garantierten, nicht angewendet hätten. Sie „… haben durch ihre unbiblischen, dem Willen Jesu zuwiderlaufenden Leidensprioritäten die Obrigkeit indirekt in die jahrhundertelangen antigöttlichen Herrschaftsformen getrieben. Mit ihrem verkehrten Verständnis haben sie dann schließlich das geerntet, was sie gesät haben.“ Der südkoreanische Pastor Yonggi Cho spricht von der „Befreiung vom Fluch der Armut“. Wohlstand und Erfolg seien der sichtbare Beweis für Gottes Wohlgefallen. Von ihm beeinflusst ist Siegfried Müller vom Missionswerk Karlsruhe, der am 19. Oktober 1986 in einer Predigt erklärte, dass man Gott verunehre, wenn man ein rostiges Auto fahre. In derselben Botschaft bezeichnete er sich als „König von Karlsruhe“.
Eine überkonfessionelle Strömung in Deutschland, deren Lehre sich auch im materiellen Wohlstand begründet, ist die Wort-des-Glaubens-Bewegung. Unterstützung für diese Interpretation des Evangeliums sehen die Befürworter in einem Vers des Alten Testaments der Bibel (5. Mose 8,18 ): Sondern du sollst des HERRN, deines Gottes, gedenken; denn er ist es, der dir Kraft gibt, solchen Reichtum zu erwerben; auf dass er seinen Bund aufrechterhalte, den er deinen Vätern geschworen hat, wie es heute geschieht. (Schlachter-Übersetzung)
Ein weiterer bekannter Anhänger des Prosperity Gospel ist der ehemalige amerikanische Vizepräsident Mike Pence. Paula White gilt als spirituelle Beraterin und Vertraute des US-Präsidenten Donald Trump. Anhänger des Wohlstandsevangeliums sind in den USA häufiger Anhänger der Republikaner als der Demokraten. Als einflussreichster Verkünder des Prosperity Gospels in den USA galt 2017 Joel Osteen.

## Kritik
Psychologen und Psychiater warnen vor den Predigern des Wohlstandsevangeliums, weil deren Methoden labile und depressive Menschen weiter schädigen oder zum Realitätsverlust beitragen können. Zudem wird teilweise die Lehre von der Prädestination vertreten, um zu erklären, warum Christen, die augenscheinlich ihr Leben richtig führen, den materiellen Segen nicht erlangen. Weiterhin wird Askese gelehrt und in diesem Sinne unternehmerischer Erfolg im reformiert-puritanischen Kapitalismus als Belohnung für Verzicht und Entsagung aufgefasst. Diese These hatte insbesondere der deutsche Soziologe Max Weber 1904 in seinem Werk Die protestantische Ethik und der Geist des Kapitalismus aufgestellt.
Christliche Kritiker der Wohlstandsprediger und ihrer Sichtweise verweisen im Hinblick auf das Lukasevangelium 9,58 , dass Jesus von Nazaret bewusst nicht nach Besitz oder Reichtum strebte. Er suchte sogar die Gemeinschaft mit Armen, Ausgestoßenen und Randgruppen der Gesellschaft (Mk 2,17 ). Für Leid und Krankheit sei aber kein Platz im Wohlstandsevangelium. Sie sehen in der Bibel keine Legitimation dafür, dass Christen Reichtum und materielle Güter anhäufen. Für Arme und Kranke sei weder von der Kirche noch von Mitmenschen Hilfe zu erwarten, da die Lehre vom Wohlstandsevangelium die Vorstellungs- und Willenskraft über alle Maßen beanspruche. Die Lehre, man müsse selber die Verheißungen in Anspruch nehmen, berge die Gefahr des persönlichen Scheiterns, wenn sich der Erfolg nicht einstelle.
Der Schwerpunkt auf materiellem Reichtum sei schon deshalb falsch, weil Gott sowohl Gerechten (im Sinne von Gläubigen) als auch Gottlosen Reichtum zuteilwerden lasse (vgl. Psalm 37 ). Reichtum vergehe, der Glaube bleibe bestehen.
In der Bibel sind vor allem die Freunde Hiobs Vertreter einer Wohlstandsideologie und erörtern mit Hiob deren Argumente und Gegenargumente ausführlich. Hiob kann seine prekäre Situation gegen die Auffassung seiner Freunde erst dann zum Segen wenden, als er sich selbst ganz Gottes Willen hingibt. Paulus wäre demnach weniger als Apostel denn als Versager ein Beispiel. Asher Intrater schreibt, man müsse die Menschen auch vor der Gefahr der Gier warnen. Sie sieht das Problem der „Wohlstandsprediger … in dem, was sie nicht predigen. Wenn du nur die Hälfte der Wahrheit predigst, dann führt dies (auch wenn es wahr ist) in die Irre.“
Der amerikanische Eschatologe David Wilkerson sah den sich ausbreitenden Wohlstandsglauben unter Christen als negatives Zeichen der „Endzeit“ dieser Welt.
Die „afroamerikanische“ Religionsgemeinschaft National Baptist Convention prangerte das Wohlstandsevangelium an, weil viele schwarze Gemeinden unverschuldet in Armut leben. Der Buchautor Robert M. Franklin bezeichnete das Wohlstandsevangelium als größte Bedrohung des geschichtlichen Erbes und der Kernwerte der zeitgenössischen schwarzen Kirchentradition und sagte: „Außerdem fehlt in dem Wohlstandsevangelium oftmals der Aspekt der Gerechtigkeit“.
Die römisch-katholische Kirche warnt, es werde suggeriert, dass, wer nur „richtig“ glaube und nach den moralischen Grundsätzen lebe, zwangsläufig Erfolg haben werde und glücklich durch das Leben komme. Durch den Erfolgszwang im Wirtschaftsleben und im familiären Alltag wachse die Suche nach einfachen Lösungen. Umkehrschluss dieser „Positiv-Denker“: Wem die praktische Umsetzung der Empfehlungen nicht gelänge, die oder der habe „ganz einfach noch nicht richtig geglaubt“.